# Дайер, Джефф
Джефф Дайер (англ. Geoff Dyer, род. 5 июня 1958, Англия) — английский писатель и публицист, автор четырёх романов, семи публицистических книг и множества статей. Его произведения переведены на 24 языка.

## Биография
Джефф Дайер родился в небольшом английском городе, его отец был рабочим, а мать работала в школьной столовой. Он окончил школу и выиграл стипендию на обучение в Оксфорде (колледж Корпус-Кристи).
Дайер написал четыре романа (на русский переведён лишь один — «Jeff in Venice, death in Varanasi» («Влюбиться в Венеции, умереть в Варанаси»)), несколько серьёзных публицистических работ — среди которых книга о Джоне Бёрджере «Ways of telling» («Искусство рассказывать»), критическая работа о фильме Андрея Тарковского «Сталкер» — «Zona» («Зона»), травелог «Yoga for people who can’t be bothered to do it» («Йога для людей, которым нет до неё дела»), написанная с любительской точки зрения история джаза «But beautiful» («Зато красиво») и причудливо рассказанная история американской фотографии «The Ongoing Moment» («Самое время»).
Джефф Дайер — лауреат множества наград и призёр разнообразных конкурсов, таких как премия Сомерсета Моэма, премия Американской академии искусств и литературы, литературная премия Ланнан и премия Международного центра фотографии. Также Дайер — писатель года по версии журнала GQ (2009).
В 2012 году Дайер был приглашённым профессором в Айовском университете, в 2013 — в Колумбийском университете.
В 2014 году Дайер переехал в Лос-Анджелес и преподаёт литературу в Университете Южной Калифорнии.
В мае 2016 года вышла новая книга Джеффа Дайера — «White Sands: Experiences from the Outside World» («Белые пески: опыты во внешнем мире»).

### На русском языке
- Влюбиться в Венеции, умереть в Варанаси. М.: Рипол-классик, 2010.
- Самое время. СПб: Клаудберри, 2017.